# فياتشيسلاف بوريسوف
فياتشيسلاف بوريسوف هو عسكري روسي، ولد في 12 يناير 1955 في روزا في روسيا.